# Islandzka Biblioteka Narodowa i Uniwersytecka
Biblioteka Narodowa i Uniwersytecka Islandii (isl. Landsbókasafn Íslands – Háskólabókasafn) – biblioteka narodowa Islandii w Rejkjaviku.

## Historia
W 1916 roku duński historyk i antykwariusz Carl Christian Rafn zaproponował Islandzkiemu Towarzystwu Literackiemu powołanie komitetu, który opracuje zasady powstania biblioteki publicznej. Prezes Towarzystwa 18 sierpnia 1918 roku otrzymał zgodę biskupa na zorganizowanie biblioteki na terenie katedry. Nosiła ona nazwę Stiftisbókasafn i w pomieszczeniach katedry działała do 1881 roku, gdy przeniesiono ją do zbudowanego obok budynku parlamentu. W 1908 roku biblioteka przeniosła się do nowego budynku, który dzieliła z Islandzkim Muzeum Narodowym i Muzeum Historii Naturalnej. W 1994 roku decyzją parlamentu biblioteka narodowa i Biblioteka Uniwersytecka, która powstała w 1940 roku zostały połączone.

## Budynek

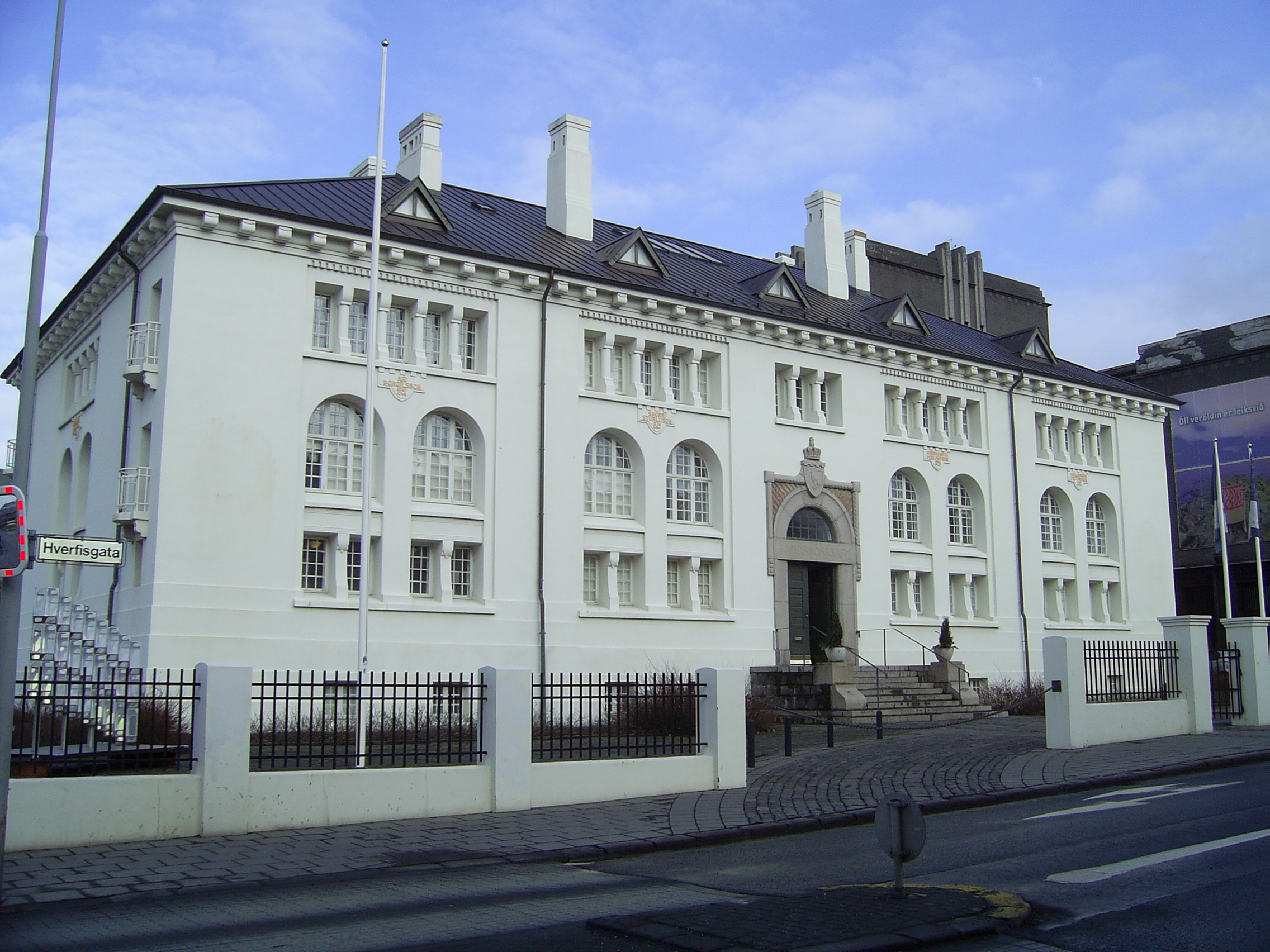
Budynek Biblioteki do 1994 roku.

Decyzję o budowie nowego budynku dla biblioteki podjął parlament w 1970 roku. Planowano jego otwarcie w 1974 roku z okazji obchodów 1100 rocznicę zasiedlenia Islandii. Prace budowlane rozpoczęto w 1978 roku, a otwarcie miało miejsce w 1994 roku. Projektantami nowego budynku byli Manfreð Vilhjálmsson i Þorvaldur S. Þorvaldsson.

## Zbiory
Początkowo zbiory biblioteki liczyły 5–6 tys. woluminów. W 1846 roku włączono do nich kolekcję rękopisów biskupa Steingrímura Jónssona, a w 1877 roku z pieniędzy przyznanych przez parlament kupiono kolekcję prezesa Islandzkiego Towarzystwa Literackiego Jóna Sigurðssona. Gdy w 1881 roku przenoszono ją do budynku parlamentu zbiory liczyły 19 tysięcy woluminów. Od 1886 roku drukarnie miały obowiązek przekazywania do biblioteki dwóch kopii wszystkich druków. W 1900 roku zakupiono zbiory Islandzkiego Towarzystwa Literackiego.
W momencie powstania zbiory Biblioteki Uniwersyteckiej liczyły 30 000 woluminów, ponieważ weszły w ich skład zbiory szkół istniejących od pierwszej połowy XIX wieku. Od 1964 roku miała ona prawo do egzemplarza obowiązkowego.
Zgodnie z ustawą z 20 marca 2002 roku Biblioteka Narodowa i Uniwersytecka ma prawo do trzech egzemplarzy obowiązkowych. Obejmuje ono publikacje drukowane, mikrofilmy i przezrocza, nagrania dźwiękowe, materiały elektroniczne i materiały publikowane w sieci komputerowej. Biblioteka ma również prawo i obowiązek archiwizacji stron internetowych.